# Râușorul, Dâmbovița
Râul Râușorul este un curs de apă, afluent al râului Dâmbovița. Se formează la confluența a două brațe Boteanu și Bugheanu